# Лиамуига
Лиамуига, Мизери, Маунт Мизери (англ. Liamuiga, до 1983 года Mount Misery) — высшая точка острова Сент-Китс и страны Сент-Китс и Невис (1156 м, 17°22′ с. ш. 62°48′ з. д.), активный базальтовый и андезитовый стратовулкан.
Последнее крупное извержение Лиамуги произошло около 2000 лет назад. Смитсоновский институт указывает его мощность как VEI 4 (катастрофическое) и датирует 160 годом н. э. ± 200 лет. По данным британского вулканолога Питера Е. Бейкера, последнее менее крупное извержение произошло в 365 году н. э. ± 50 лет. Имеются исторические свидетельства о признаках извержений в 1692 и 1843 годах, но они считаются сомнительными.
В кратере вулкана до 1959 года располагалось неглубокое озеро. По данным последующих лет, существование озера имеет непостоянный (сезонный) характер. Вулканическая активность проявляется фумаролами в кратере. В 1988—1989 и 1999—2000 годах отмечены серии землетрясений.
До высоты в 460 м гора покрыта обрабатываемыми землями и несколькими небольшими деревнями. Выше до высоты 900 м располагаются тропические леса. С вершины, куда организуются экскурсии, хорошо видно весь остров и несколько соседних островов Карибского моря.